# (1195) Orangia
(1195) Orangia ist ein Asteroid des Hauptgürtels, der am 24. Mai 1931 vom südafrikanischen Astronomen Cyril V. Jackson in Johannesburg entdeckt wurde.
Der Name des Asteroiden ist von der Oranje-Provinz (heute: Provinz Freistaat) in Südafrika abgeleitet.